# Nemeslubella
Nemeslubella (szlovákul Zemianská Ľubela) Lubella településrésze, 1924-ig önálló falu Szlovákiában, a Zsolnai kerületben, a Liptószentmiklósi járásban. A 20. század elején nevét Nemeshölgyére magyarosították, de ez nem bizonyult maradandónak.

## Fekvése
Liptószentmiklóstól 12 km-re délnyugatra fekszik.

## Története
A falu a 14. század elején keletkezett Királylubella határában. Környékén a középkorban főként aranyat bányásztak.  A település nemesek lakta részét a 16. századtól nevezték Nemeslubellának. A század végén és a 17. század elején a lakosság számában csökkenés ment végbe.
A 18. században a határában antimont és vasércet bányásztak. 1831-ben a teljes Liptó vármegyét kolerajárvány sújtotta.
Vályi András szerint "LUBELLE. vagy Lübelle, Királyi, és Nemes Lubelle. Két tót falu Liptó Várm. földes Urai Detrich, és több Uraságok, lakosaik katolikusok, fekszenek Kelecsényhez nem meszsze, mellynek filiáji, határbéli földgyeiknek egy része jó, fájok szűkebben van, legelőjök elég, keresetre módgyok jó, piatzozások Német Lipcsén."
A trianoni békeszerződésig Liptó vármegye Németlipcsei járásához tartozott. 1924-ben Királylubellával egyesítették Lubella néven.

## Népessége
1910-ben 322, túlnyomórészt szlovák lakosa volt.
2001-ben Lubella 1123 lakosából 1111 szlovák volt.